# Kap Buller
Kap Buller ist ein schroffes Kap an der Nordküste Südgeorgiens. Es liegt an der Westseite der Einfahrt zur Bay of Isles.
Entdeckt und benannt wurde es 1775 im Zuge der Zweiten Südseereise (1772–1775) des britischen Seefahrers und Entdeckers James Cook. Namensgeber ist der britische Politiker John Buller (1721–1786), ab 1746 Parlamentsabgeordneter und von 1765 bis 1779 Lord Commissioner der britischen Admiralität.